# Indal
Indal, přesněji grupo INDAL, je španělský průmyslový holding, který zahájil svou existenci v roce 1950 a v současné době je lídrem na trhu výroby osvětlovacích technických produktů. Nejstarší část holdingu vznikla v roce 1929 restrukturalizací jedné ze sekcí společnosti Philips, zaměřené na venkovní osvětlování. Do skupiny grupo INDAL patří více než 45 firem přítomných na 5 kontinentech. Konsolidovaný obchodní obrat skupiny dosahuje 125 miliónů EUR. Grupo INDAL má téměř 900 zaměstnanců. V současné době produkuje grupo INDAL sofistikovaná svítidla určená pro několik skupin světelných aplikací:
- veřejné osvětlení - podskupiny Road & Amenity a Urban & Classical
- LED osvětlení a fasádní osvětlení
- sportoviště - osvětlení sportovišť
- železnice a tunely, zejména speciální osvětlení pro dálniční tunely
- technické osvětlení pro průmysl
- speciální osvětlení - tzv. HORTI lighting - pro pěstování rostlin pod umělým osvětlením
- interiérové designové osvětlení